# Авґуст Кісс
Авґуст Кісс (нім. August Kiß; 11 жовтня 1802, Тихи — 24 березня 1865, Берлін) — німецький скульптор.

## Біографія
Авґуст Кісс народився і виріс у Верхній Сілезії, його батько працював управителем на Папротцанському металургійному заводі. 1822 року Кісс переїхав до Берліна, де навчався в Прусській академії мистецтв і в майстерні Крістіана Рауха. Ще студентом за ескізами Карла Шинкеля Кісс виконав рельєфи для фронтону церкви Святого Миколая в Потсдамі.
1839 року Кісс створив скульптурний образ амазонки, яка б'ється з пантерою, що прославив його. 1842 року Кісс виконав свою амазонку в мармурі для короля Баварії Людвіга I, трохи пізніше Крістоф Фішер відлив «Амазонку, що б'ється» Кісса в бронзі, і її встановили перед Старим музеєм у Берліні.
1847 року в Бреслау була встановлена бронзова кінна статуя короля Пруссії Фрідріха Великого, створена Кіссом та Клагеманом. Авґуст Кісс також створив три скульптурні портрети короля Пруссії Фрідріха Вільгельма III у бронзі: у Потсдамі, Кенігсберзі та Бреслау.
Авґуст Кісс також є автором бронзової статуї святого Михайла, що вбиває дракона, яку король Фрідріх Вільгельм IV подарував брату, майбутньому імператору Вільгельму I в пам'ять про пригнічене ним повстання в Бадені, а також гігантської бронзової кінної статуї святого в Міському палаці в Берліні, яка в цей час знаходиться на набережній Шпрее в Ніколаіфіртель. Авґуст Кісс виконав шість бронзових фігур Джеймса Кейта, Ганса фон Цітена, Фрідріха фон Зейдліца, князя Леопольда Дессауського, Ганса фон Вінтерфельдта та Курта фон Шверіна для берлінської площі Вільгельмплац.